# Centrothele
Centrothele is een geslacht van spinnen uit de  familie van de Lamponidae.

## Soorten
- Centrothele cardell Platnick, 2000
- Centrothele coalston Platnick, 2000
- Centrothele fisher Platnick, 2000
- Centrothele gordon Platnick, 2000
- Centrothele kuranda Platnick, 2000
- Centrothele lorata L. Koch, 1873
- Centrothele mossman Platnick, 2000
- Centrothele mutica (Simon, 1897)
- Centrothele nardi Platnick, 2000
- Centrothele spurgeon Platnick, 2000